# 니우에의 총리
니우에 총리(Premier of Niue)는 니우에의 정부수반이다. 니우에 의회에서 선출되며 자신과 세 명의 다른 의회 구성원으로 구성된 내각을 구성한다.
로버트 렉스 경은 1974년 니우에의 독립 이후 1992년 사망할 때까지 3년마다 계속해서 재선되었었다.